# Phylactophallus
Phylactophallus är ett släkte av mångfotingar. Phylactophallus ingår i familjen Chelodesmidae.
Kladogram enligt Catalogue of Life:
| Phylactophallus | \| \| Phylactophallus canceripes \| \| \| \| \| \| Phylactophallus stenomerus \| \| \| \| |
|                 | \| \| Phylactophallus canceripes \| \| \| \| \| \| Phylactophallus stenomerus \| \| \| \| |
|                 | Phylactophallus canceripes                                                                |
|                 |                                                                                           |
|                 | Phylactophallus stenomerus                                                                |
|                 |                                                                                           |